# Oecocecis guyonella
Oecocecis guyonella is een vlinder uit de familie tastermotten (Gelechiidae). De wetenschappelijke naam is voor het eerst geldig gepubliceerd in 1870 door Guenee.
De soort komt voor in Europa.